# Giulio Monteverde

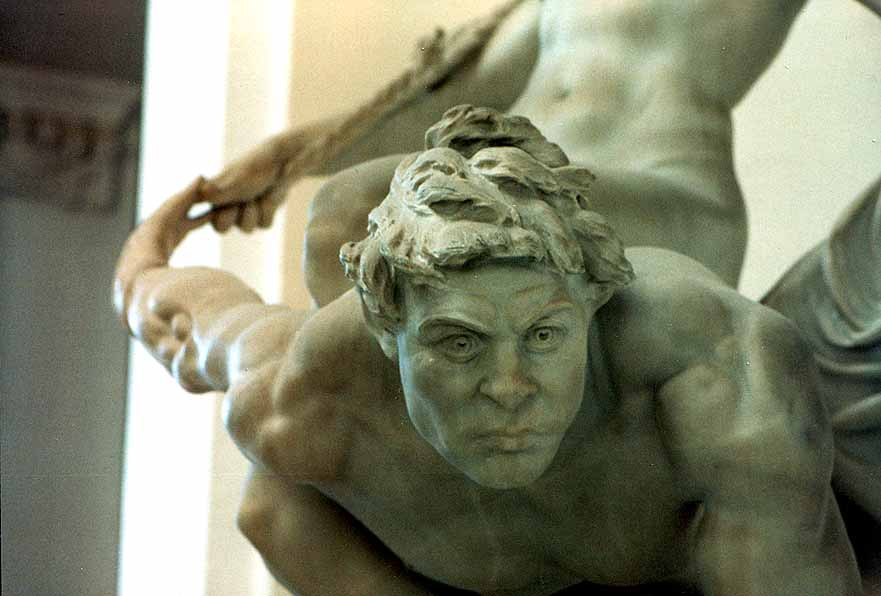
Particolare di Idealità e materialismo

Giulio Monteverde (Bistagno, 8 ottobre 1837 – Roma, 3 ottobre 1917) è stato uno scultore e politico italiano, uno dei più rappresentativi scultori del gusto dell'Italia borghese. Angelo De Gubernatis lo definì scultore ligure eminentissimo.

## Biografia

### I primi anni
Figlio di braccianti, terminati gli studi elementari fu mandato dalla famiglia a Genova. Qui venne preso come apprendista presso un intagliatore. Cominciò l'attività artistica come intagliatore del legno, dando vita a un'intensa produzione di crocifissi (Acqui Terme, chiesa di San Francesco, Asti, Collegiata di San Secondo). Dopo un periodo a Casale Monferrato presso la bottega dei Bistolfi, si trasferì a Genova.
Contemporaneamente, frequentò nel 1859 i corsi di ornato e figura dell'Accademia Ligustica di Belle Arti. Rimase all'Accademia Ligustica di Belle Arti per quattro anni. Qui seguì i corsi serali di nudo di Santo Varni. Prevalse infine la sua inclinazione per la scultura.
Si trasferì a Roma dopo aver vinto il pensionato di perfezionamento per l'Accademia di S. Luca nel 1865.

### I primi successi riscossi con soggetti tratti dal mondo infantile
Sposatosi giovanissimo e con figli, ebbe difficoltà a mantenere la famiglia, finché la sua fama di scultore non si ampliò improvvisamente dopo l'acquisto da parte del re del Württemberg di una sua opera, Bambini che giocano con il gatto.
Queste prime opere monteverdiane rientrano nel gusto aneddotico in auge in un particolare momento; vanno oltre tale dimensione il Colombo giovinetto - riprodotto in molte copie - e il Genio di Franklin, che esprimono al meglio il realismo dell'autore e l'intento di concretizzare l'idea positivistica di progresso e anche assumono artisticamente una novità di accento e invenzione, pur con le peculiari preoccupazioni di gusto dell'artista. Il tema del genio si associa a quello della tenera fanciullezza, esaudendo i sogni e i desideri della contemporanea cultura del secondo Ottocento. Fra le opere di questo periodo: I bambini che scherzano col gatto, del 1867 (marmo, cm 97x55x55, Genova, Palazzo Bianco); Il Colombo giovinetto, del 1870 (marmo, cm 146x55x64, Genova, Castello De Albertis, più altre copie); Il Genio di Franklin, del 1871 (bronzo e marmo, Museo del Cairo, più altre copie); L'Ingenuità, del 1872; Il putto che scherza col gallo, del 1875, modellato sull'esempio del Bambino col gallo di Adriano Cecioni, divenuto celebre dopo che nel 1869 Diego Martelli aveva portato con sé a Parigi una foto del modello in gesso.

### Il Colombo giovinetto

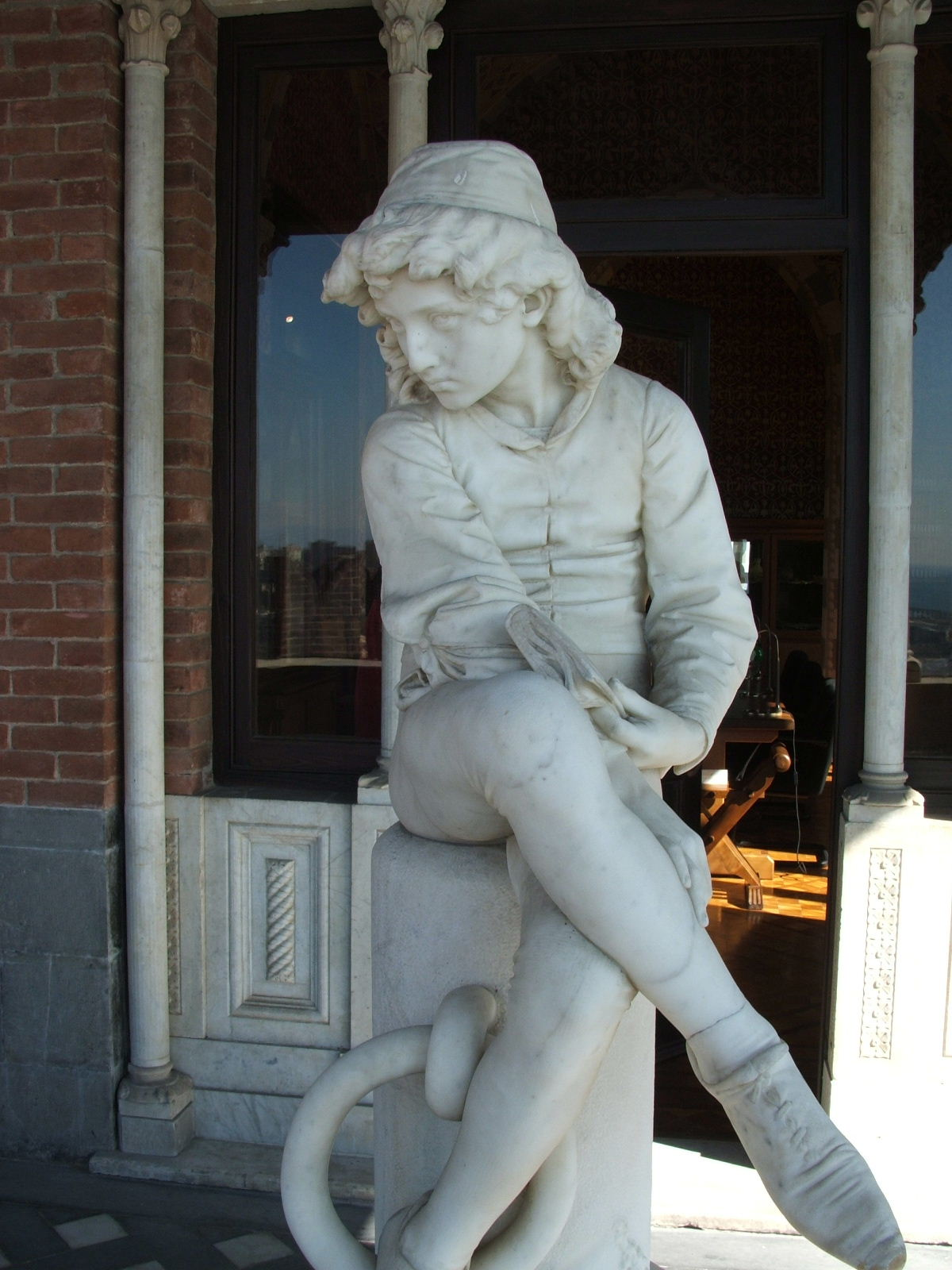
Il Colombo giovinetto, Genova, Castello De Albertis

Il Colombo giovinetto lo conferma come rivelazione; il tema rimanda ai valori nazionali, è il navigatore genovese fanciullo del successivo sonetto di Carducci dedicato a Giuseppe Mazzini: "da quegli scogli onde Colombo infante / Nuovi pe'l mar vedea monti spuntare ...". Questo mentre Cecioni si ribellava a tali indirizzi nel sonetto Realismo: "Mentre Colombo, allor che giovinetto / langue sul mar che traversare agogna...". La borghesia si immedesimava nella ricerca dei germi dell'uomo di genio nell'infanzia, trovando in essa una sicurezza scientifica e razionale; Onorato Roux apriva il “Giornale dei Ragazzi” alla collaborazione di illustri italiani contemporanei che raccontassero episodi della loro fanciullezza in cui appariva in embrione il futuro genio. In Colombo è anche una forte suggestione romantica, una carica magnetica di seduzione nello sguardo vagante e nella posa sensuale del giovinetto (elementi portati ad altro effetto nell'Angelo della Morte della Tomba Oneto). Il dato realistico è reso dalla bitta con l'anello per l'attracco delle navi, misura della realtà concreta del porto genovese. Questi termini sono nella statua in marmo di Palazzo Giovanelli di Venezia come nelle più copie o nel gesso della Galleria d'Arte Moderna di Parma, dove la scultura fu medaglia d'oro all'Esposizione Italiana del 1870.

### Il Genio di Franklin

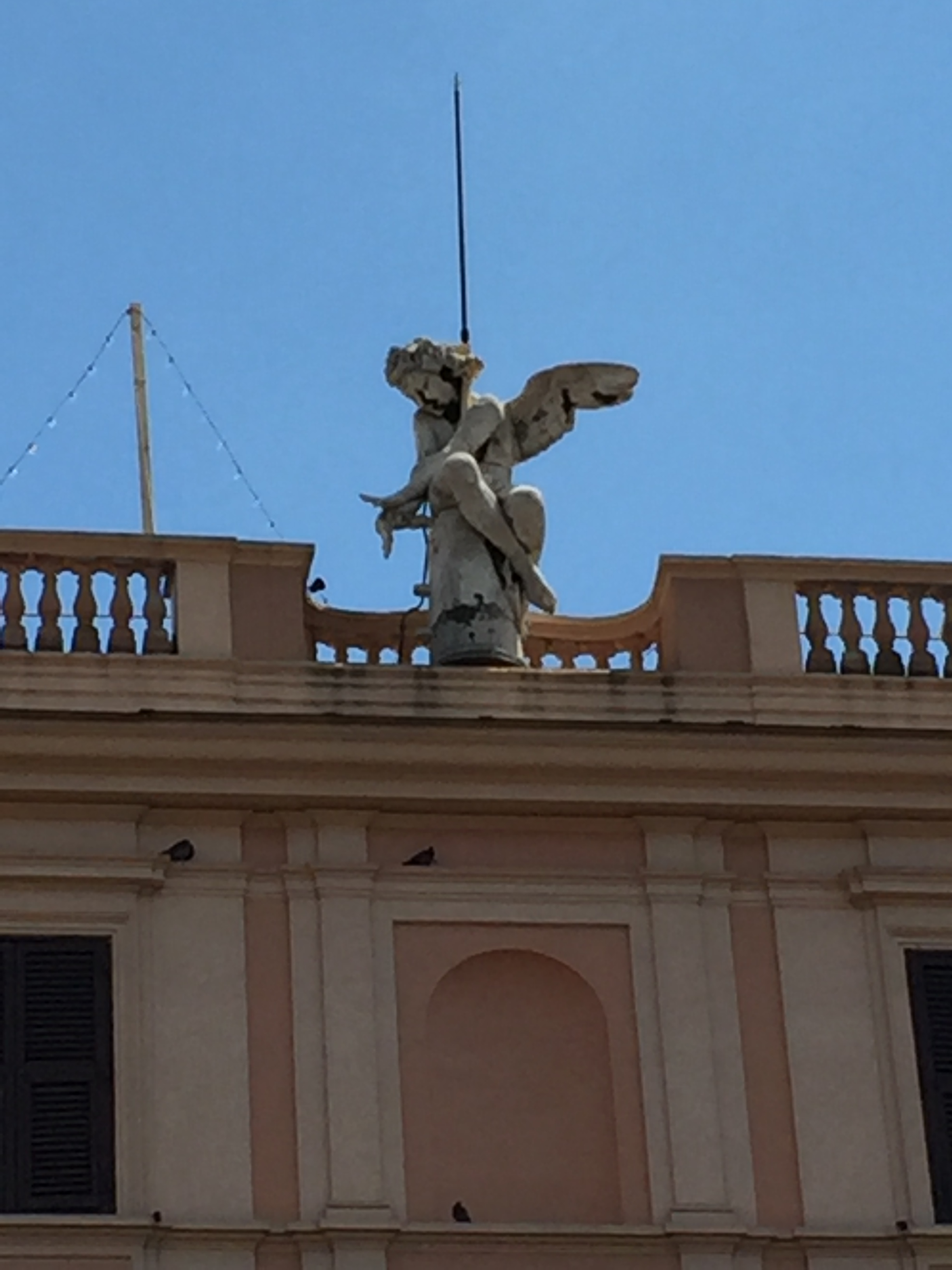
Il Genio di Franklin sul tetto della casa dello scultore a Roma

Il Genio di Franklin fu esposto a Milano nel 1872 e acquistato dal Chedivè d'Egitto per il Museo del Cairo. Ne vennero eseguite più copie per il successo ottenuto, una delle più famose si trova sul tetto del palazzo di Piazza Indipendenza, a Roma, che ospitava la casa dell'artista. Un modello in bronzo è invece custodito presso il Museo Casa Natale di Michelangelo Buonarroti di Caprese Michelangelo (AR).
Il bambino Franklin appare seduto su un comignolo e avvinghiato all'asta del parafulmine; Angelo De Gubernatis notò come il fanciullo, simbolo delle Scienze, esprimesse un supremo sforzo di potenza schiacciando la folgore, costretta nella verga metallica che la porta sottoterra dove viene resa innocua. Il corpo del giovinetto come agitato da un impulso elettrico nelle contrazioni di volto e corpo, quindi ancora fanciullezza, tema del genio, sensualità e magnetismo, esaltazione del tipo umano dello scienziato euforica esaltazione della ricerca scientifica; e la stessa perfezione e immaginazione del Colombo.

### Jenner inocula il vaccino del vaiolo al figlio
Aumenta il consenso attorno all'artista che nel 1873 scolpisce Jenner inocula il vaccino del vaiolo al figlio, dal quale riscuote il carisma di maestro. L'opera ebbe una critica travagliata al momento dell'invio in Austria, trovandosi scartata dalla giuria dell'Accademia di San Luca, incaricata dal governo di selezionare le opere da inviare all'Esposizione Universale (Internazionale) di Vienna. Il fatto era dovuto ai trascorsi contrasti del Monteverde appena giunto a Roma col Tenerani. Grazie all'onorevole genovese Castagnola, amico del Monteverde, la statua venne spedita a Vienna d'autorità, dove vinse la medaglia d'oro. Esercitò una forte emozione il dramma dello scienziato e padre, il timore per il danno al figlio in caso di errore; è il contrasto tra scienza e coscienza, tra diritto alla ricerca e morale. Come per le altre immagini monteverdiane vale l'efficacia diretta della forma, che colpisce contemporaneamente fantasia e sentimenti, del linguaggio realisticamente essenziale, con il contrasto fra il nudo guizzante del bambino ignaro e la concentrazione tesa del padre che ne sta incidendo le tenere carni. Ne furono eseguite copie, tra cui quella in marmo di proprietà civica a Genova (cm 127x113x97, Palazzo Bianco, poi a Genova Nervi, Civica Galleria d'Arte Moderna), e quella in bronzo della Galleria Nazionale.
Per il successo ottenuto il suo studio romano di via Flaminia fuori dalla Porta del Popolo, rimasto qui sino al 1876, si spostò in Piazza Indipendenza, divenendo meta di visitatori illustri e turisti, molte le turiste ammiratrici. De Gubernatis annota il fascino pittoresco emanato da Monteverde, per la statura aitante, la rossa barba, i grandi occhi azzurri, il costume cinquecentesco che era solito indossare durante il lavoro. In un autoritratto, riprodotto in marmo e bronzo, eseguito in tarda età, restano ancora tali: il volto solcato dalle rughe della vecchiaia ma con ancora la folta barba, i grandi mustacchi, l'aria autorevole, il berrettone rinascimentale.

### Monteverde personaggio pubblico
Monteverde fu anche personaggio pubblico; a cominciare dal 1880 assunse più cariche, sia politiche che rappresentative. Nel 1880 fu consigliere comunale a Roma, nel 1889 senatore. Ebbe moltissime cariche e onorificenze, riportate da De Gubernatis: Commendatore della Corona d'Italia e dell'Ordine di Francesco Giuseppe d'Austria e del Chedivè d'Egitto; Ufficiale della Legion d'onore; Cavaliere dell'Ordine civile di Savoia; socio di infiniti sodalizi artistici italiani; Membro corrispondente dell'Istituto di Francia e della Reale Accademia delle Belle Arti del Belgio, professore onorario della Reale Accademia di Svezia e Norvegia e dell'Imperiale Accademia di Vienna.

### Altre opere famose di Monteverde
Molte le sue opere, e tra quelle che riscossero immediata fama al suo tempo è da ricordare il primo Monumento a Mazzini, realizzato nel 1876 su richiesta degli emigranti di Buenos Aires, osteggiato dai Gesuiti e poi eseguito e inviato. La statua fu inviata dallo scultore, operante in Roma, a Genova dove veniva imbarcata alla volta di Buenos Aires. Grande fu in Genova il successo riscosso dalla statua per la somiglianza con l'appena defunto Esule. La statua, in marmo bianco, alta circa 3 metri, raffigura Mazzini che si alza dalla sedia per leggere alcuni fogli; si trova a Buenos Aires nella Piazza Roma. Monteverde eseguì ancora una copia di questa, in bronzo di minore dimensione con alcune piccole differenze, che si trova a Milano in Piazza della Repubblica, contornata da una scenografia scultorea di Cascella.
Notevole anche il monumento a Vincenzo Bellini sito in Piazza Stesicoro a Catania.

### Simbolismo nell'ultima fase

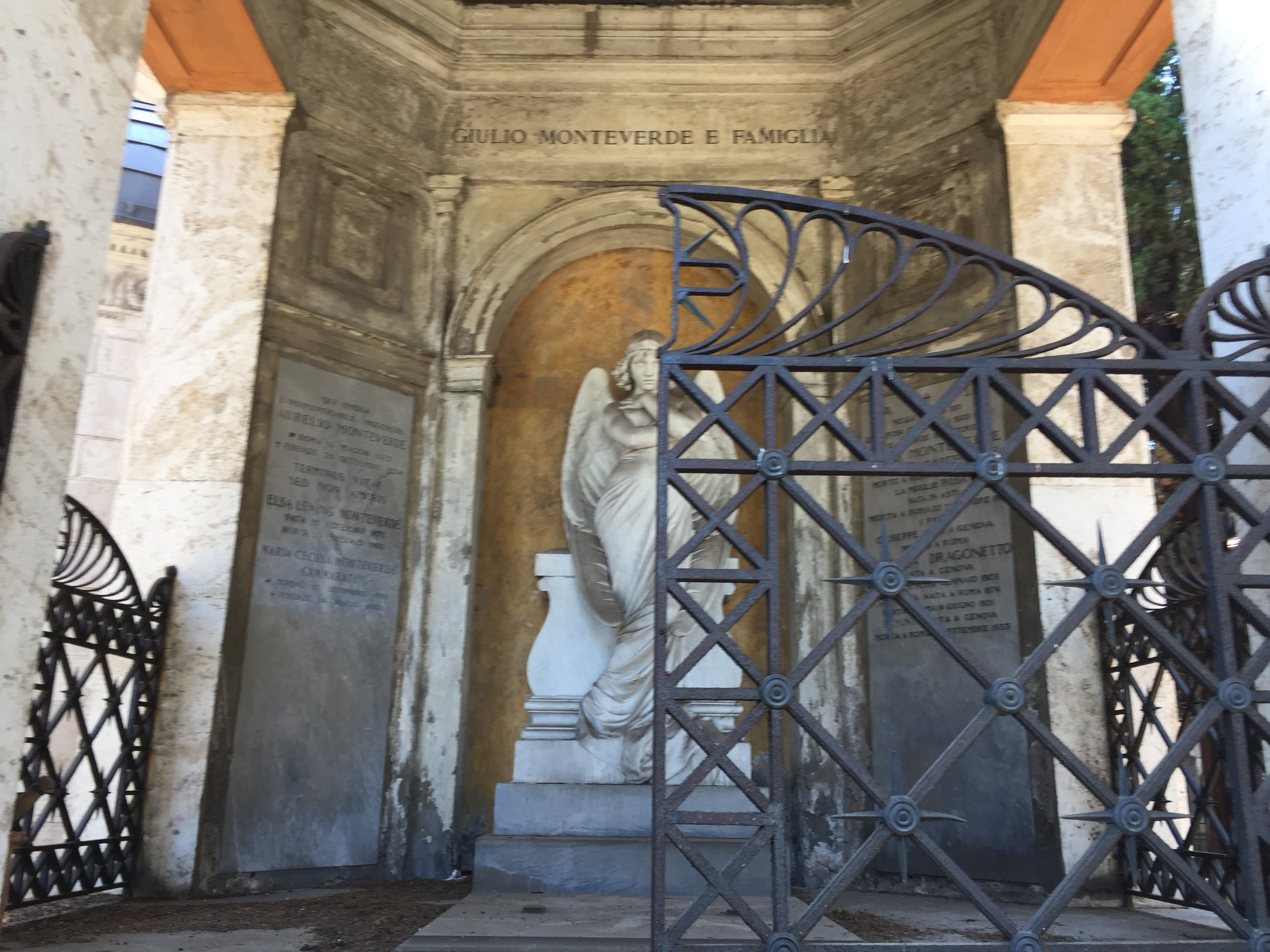
Cappella di Giulio Monteverde nel cimitero del Verano a Roma

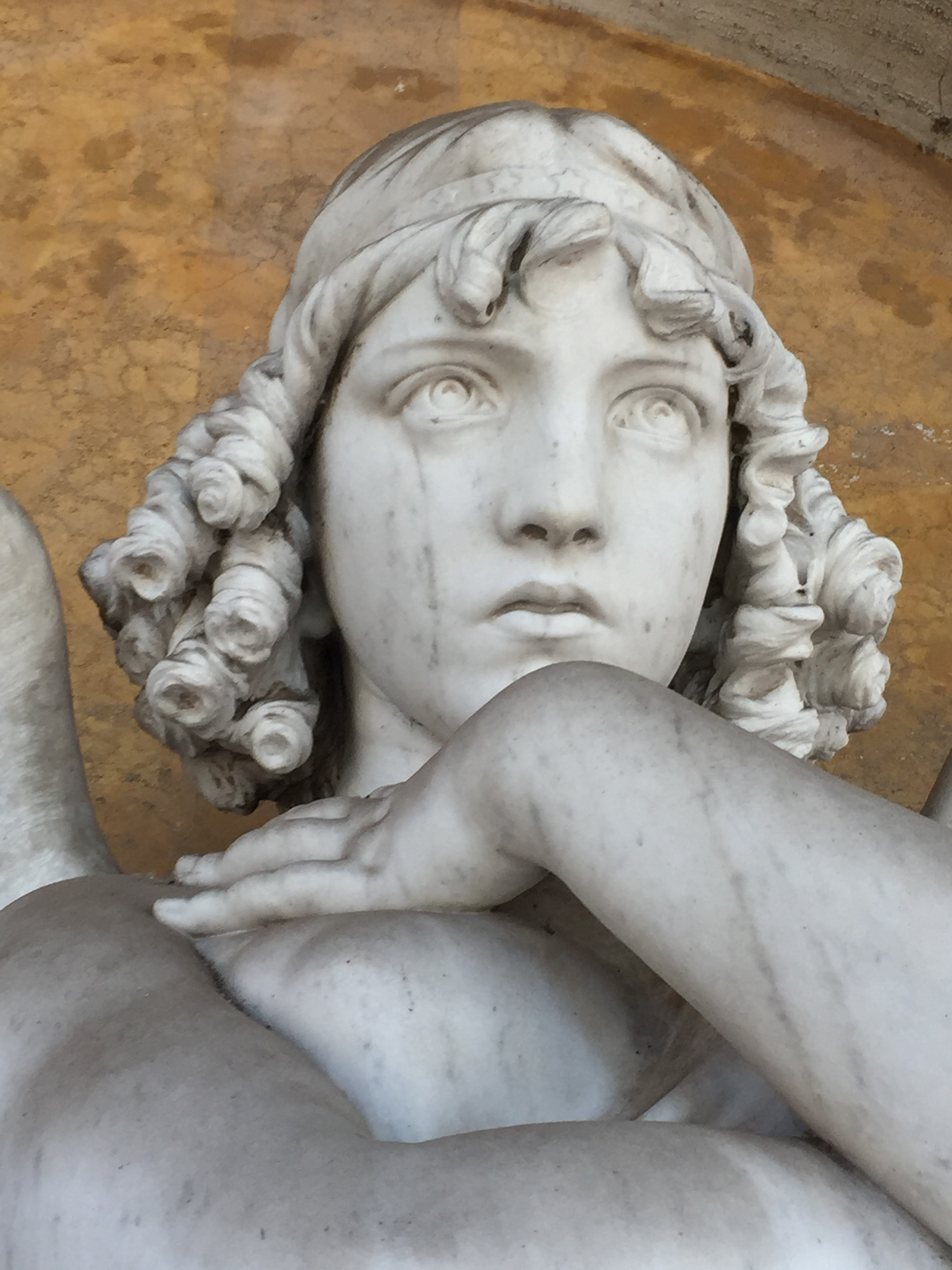
Dettaglio dell'Angelo di Monteverde situato nella cappella dove è sepolto lo scultore

Dal 1890 Monteverde fece sue alcune suggestioni del simbolismo, soprattutto nelle opere funerarie destinate al cimitero monumentale di Staglieno. La tomba della famiglia Celle (cimitero di Staglieno), intitolata Dramma eterno, si fonda sulla contraddizione (simbolista) tra l'esuberante nudo femminile e lo scheletro macabro e raccolto nel sudario.
La statua dell'Angelo della Morte, per la tomba Oneto nel portico delle celebrità cittadine nel cimitero monumentale di Staglieno colpisce per l'ambiguo aspetto androgino.
Giulio Monteverde morì quasi ottantenne il 3 ottobre 1917 a Roma. Fu sepolto nello storico cimitero del Verano a Roma, nella zona del Pincetto Nuovo, riquadro 28, presso la cappella di famiglia.
Nella cappella, costruita in forma di un tempio aperto su tre lati, è stata collocata una replica realizzata dall'autore dell'Angelo di Monteverde.

## Il realismo di Monteverde
In scultura, l'affermarsi della ricerca del dato realistico, in ordine alla più avanzata tendenza europea, viene a un certo punto a sfibrare la nitidezza della forma ereditata dall'epoca neoclassica. Si crea allora una forma sintetico-percettiva, in Italia portata avanti dal Grandi nel Cesare Beccaria (1871) e nel Paggio di Lara (1872), opere ancora collocabili entro un quadro storicista. E nella seconda metà del decennio questo nuovo senso della materia si accosta a una maggiore verità dei temi, ed è una ricerca che tocca anche artisti meno aperti alla sperimentazione quali D'Orsi e Monteverde.
Monteverde non entra nella ricerca d'avanguardia; ma pare indirizzarsi nella prima metà degli anni settanta verso ricerche ottico-percettive, non tanto nella statuaria in marmo, quanto nel bozzetto, fase che definisce un suo campo sperimentale, per la trasformazione con una materia rapida, non aneddotica, più attenta ai dati della luce che alla correttezza del disegno.
Qui Monteverde, esponente del Realismo borghese quanto a tematiche e linguaggio analitico, raggiunge una certa elasticità non priva di aspetti sintetici. Da considerare in ciò i bozzetti della tomba Balduino (1885 c., Genova Nervi, Civica Galleria d'Arte Moderna), dove l'artista elabora una tecnica di maggiore sintesi, andando oltre alla prassi bozzettistica inaugurata da Antonio Canova.
Monteverde utilizza talora nei bozzetti un modellato per sovrapposizione di materia, anziché l'usuale modo della sottrazione, così conferendo all'immagine un immediato riscontro dei dati plastici e del rapporto con la luce. Con una tecnica simile Grandi aveva creato la drammaticità e il verismo ottico-percettivo nel Tumulo Recente, nel Maresciallo Ney e nella Pleureuse. Al contrario Monteverde nel bozzetto Balduino con la tecnica dell'aggiunta crea masse che conservano il loro un corpo, che si innalzano leggere nello spazio e sinuose nei rigonfiamenti ma non perdono il limite corporale. La differenza sta nel fatto che Grandi dalle vesti spiegazzate del Beccaria arriva a sciogliere il volume, mentre Monteverde sotto le vesti spiegazzate fa sempre intendere una morbida carezza dei corpi.
Artisticamente valida la statua di Giuseppe Saracco, ultima opera dell'artista eseguita nel 1917 (muore ottantenne nello stesso anno) e inaugurata nel 1922. Il ritratto di Saracco, uomo politico nativo di Bistagno come Monteverde, di cui era amico, è risolto con un realismo semplice e diretto: in piedi, appoggiato allo scanno senatoriale, nell'atto di parlare (posa di successo del Mazzini del 1876 appoggiato alla sedia). La composizione della figura è fondata sull'abbozzo di movimento: testa leggermente sollevata e girata a sinistra; busto con un'appena accennata torsione a destra, movimento non pesante ma tale da imprimere a tutta la figura un moto spontaneo e naturale, accompagnato dalle pieghe del soprabito all'altezza delle ginocchia. È il realismo personale che accompagna Monteverde dal Mazzini del 1876.
Più metaforiche le opere Idealità e Materialismo e Pensiero, ed efficace il Monumento a Bellini (Catania), con i melodrammi del musicista nelle quattro statue (Arturo dei Puritani, il Pirata, la Norma, la Sonnambula).

## Principali opere

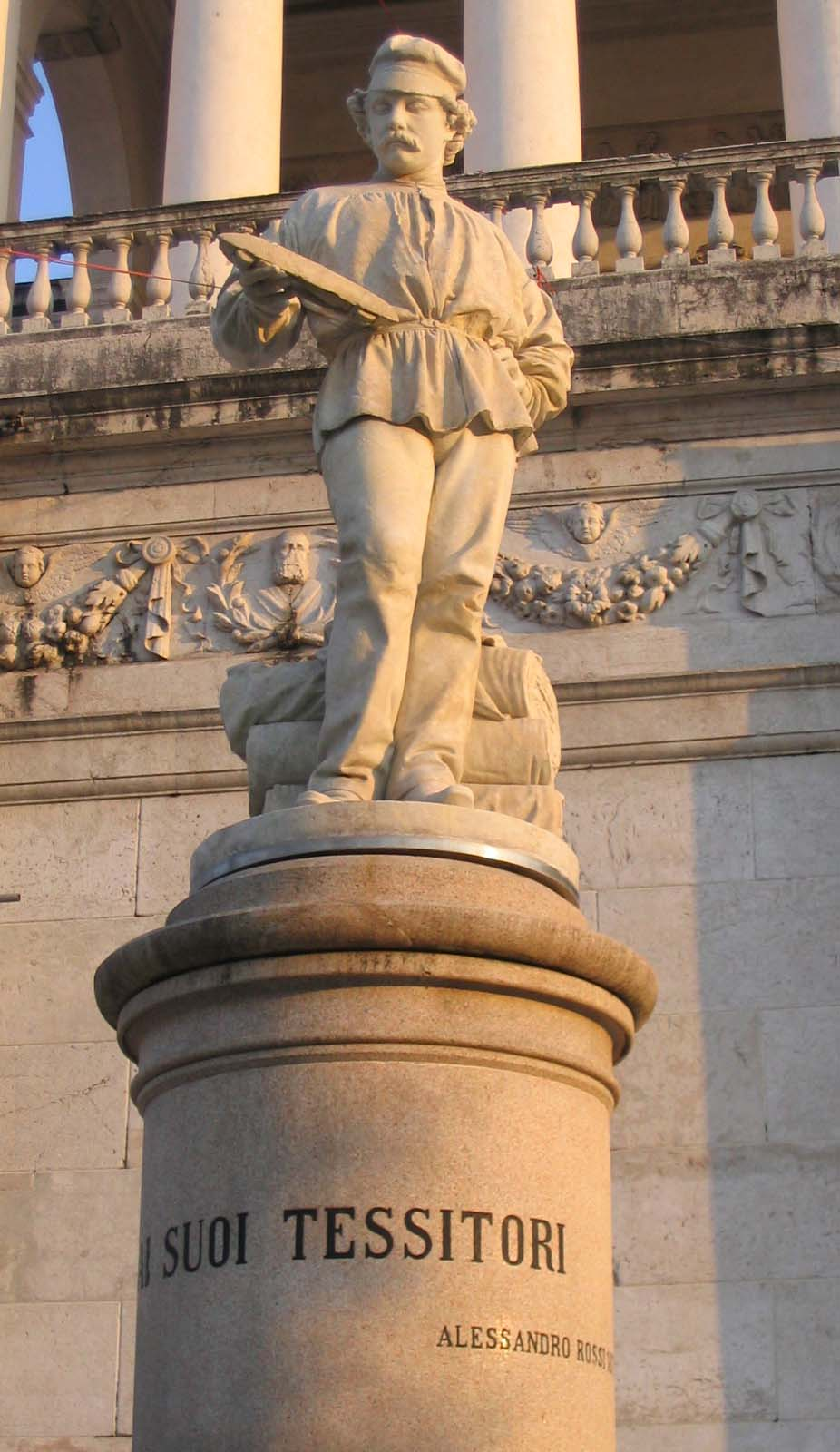
Monumento al tessitore a Schio

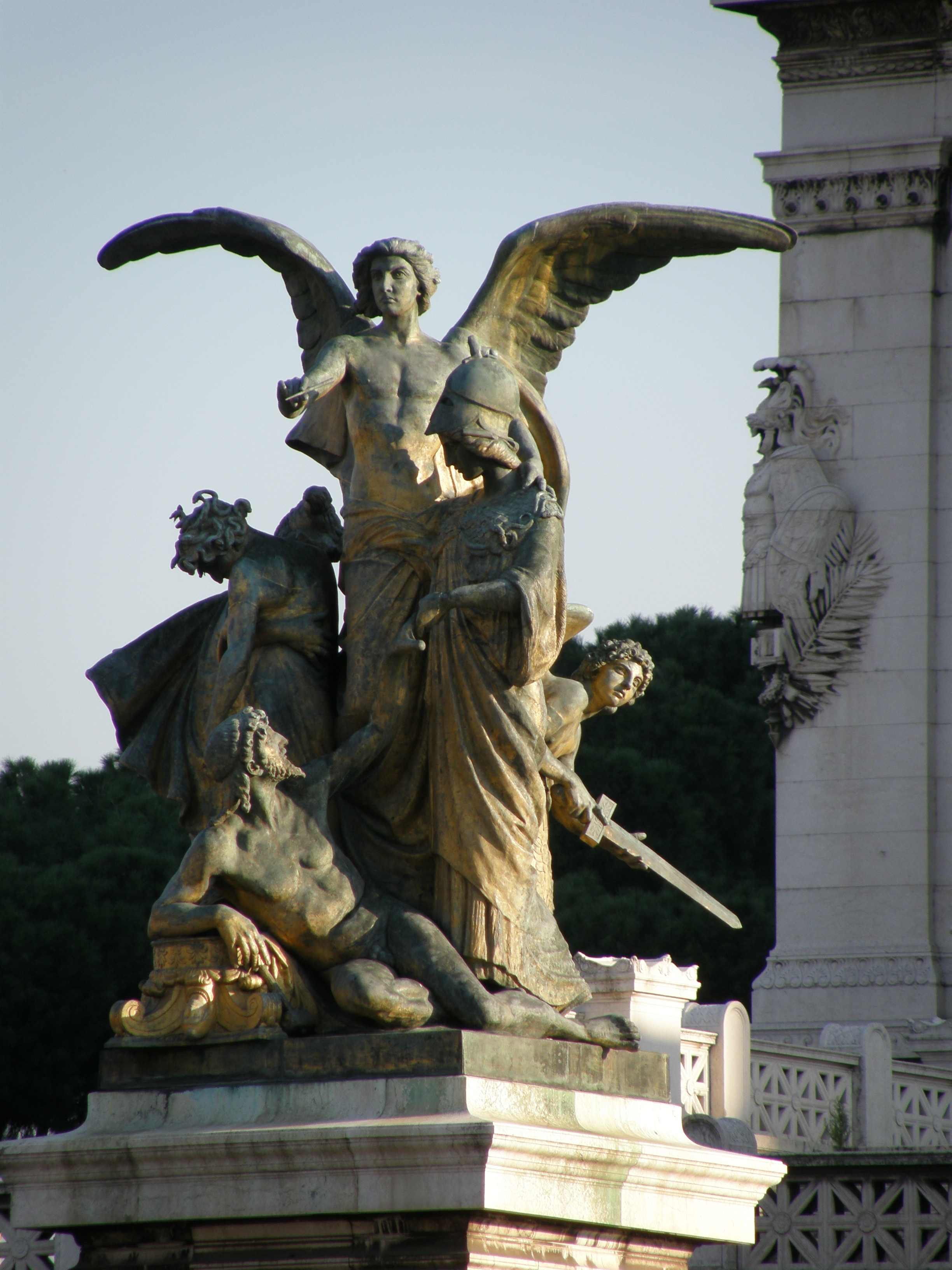
Il Pensiero, Vittoriano

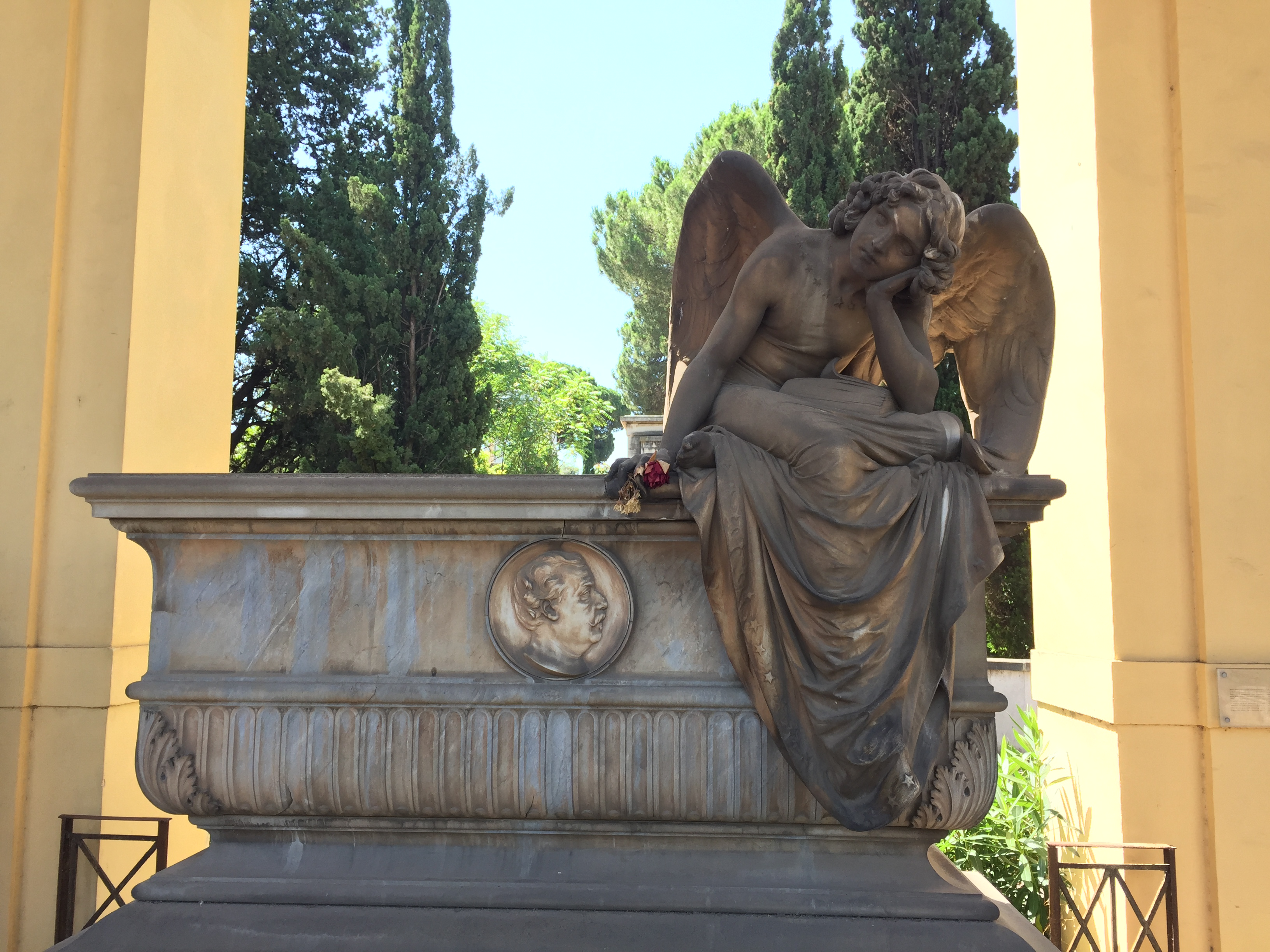
L'angelo della notte, cimitero del Verano

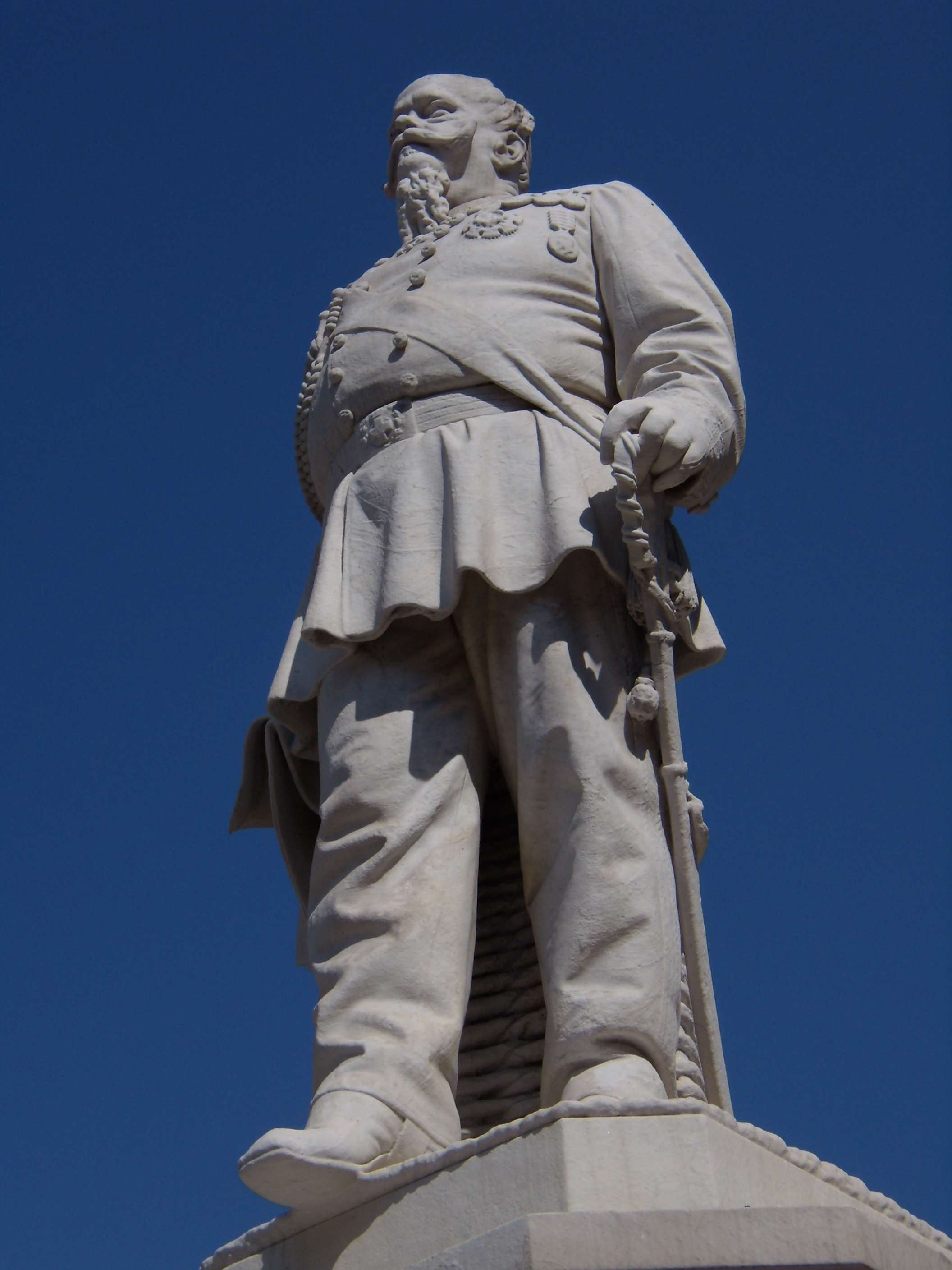
Monumento a Vittorio Emanuele II a Rovigo

- Bambini che giocano con il gatto (1867)
- Monumento a Raffaele Pratolongo (1868) - Genova, Cimitero monumentale di Staglieno
- La Maternità - Donna con Bambino (1869) - Roma - Olgiate Olona
- Colombo giovinetto (1870)
- Genio di Franklin (1871) - Caprese Michelangelo (AR), Museo Casa Natale di Michelangelo Buonarroti
- Jenner colto nell'atto di inoculare il vaccino del vaiolo al proprio figlio (1873) - Roma, Galleria Nazionale d'Arte Moderna
- Sigismund Thalberg (1878) - Napoli, Cimitero di Poggioreale - Quadrato degli Uomini Illustri
- Monumento al Tessitore (1879) - Schio
- Monumento a Giuseppe Mazzini (1879) - Buenos Aires, Argentina
- Monumento a Giuseppe Mazzini, copia di quello di Buenos Aires - Milano, Piazza della Repubblica
- Cristo morto (1880) - Buenos Aires, Cimitero della Recoleta, Argentina
- Monumento a Vittorio Emanuele II (1881) - Rovigo
- Monumento a Vincenzo Bellini, scoperto il 21 settembre 1882 - Catania, Piazza Stesicoro
- Angelo della Resurrezione (Monumento a Francesco Oneto) (1882) - Genova, Cimitero monumentale di Staglieno
- Monumento a Giacomo Medici del Vascello (1884) - Roma, Cimitero del Verano
- Statua equestre di Vittorio Emanuele II (1884) - Bologna, Giardini Margherita
- L'angelo della notte (Monumento a Primo Zonca) (1885) - Roma, Cimitero del Verano
- Fontana di Caserta (1878-1900)[2]- Giardini del Quirinale, Roma
- Angelo della Resurrezione II (cappella funeraria della famiglia dell'autore) (1891) - Roma, Cimitero del Verano
- Tomba Celle (1893) - Genova, Cimitero monumentale di Staglieno
- Monumento a Raffaele De Ferrari (1896) - Genova
- Monumento ad Alessandro Rossi (1902) - Schio
- Idealità e materialismo (1911) - Roma, Galleria Nazionale d'Arte Moderna
- Monumento al duca e alla duchessa di Galliera - Genova
- Gruppo Il Pensiero (1911) - Roma, Vittoriano
- Volere e Potere - Madrid
- Giuseppe Saracco (1917) - Acqui Terme

## Altre opere
- Numerosi i ritratti eseguiti da Monteverde.

## Musei
Elenco dei musei ed enti che espongono opere dell'artista:
- Castello De Albertis, Museo delle Culture del Mondo, Genova
- Cimitero della Recoleta, Buenos Aires
- Cimitero monumentale del Verano, Roma
- Cimitero monumentale di Staglieno, Genova
- Civica Galleria d'Arte Moderna, Genova Nervi
- Complesso del Vittoriano, Roma
- Galleria d'Arte Moderna, Genova
- Galleria d'Arte Moderna, Padova
- Galleria Nazionale d'Arte Moderna, Roma
- Gipsoteca Civica Giulio Monteverde, Bistagno (AL)
- Museo dell'Accademia Ligustica di Belle Arti, Genova
- Museo Calouste Gulbenkian, Lisbona
- Museo Casa Natale di Michelangelo Buonarroti, Caprese Michelangelo (AR)
- Palazzo Bianco, Genova
- Palazzo Giovanelli, Venezia
- Palazzo Madama, Roma
- Teatrino di Villa Gonzaga, Olgiate Olona (VA)